# Jeux séculaires
Les jeux séculaires (en latin ludi saeculares) fêtaient à Rome la clôture de chaque centenaire et l’ouverture du suivant. Le crieur public qui invitait à assister à ces jeux les présentait avec la formule qui devint traditionnelle « jeux que nul n’avait vus et que nul ne devait revoir ».
La portée de ces jeux a évolué au fil des siècles : sous la République, ces jeux, dédiés à des divinités du monde souterrain, Dis Pater et Proserpine, avaient un caractère expiatoire, destinés à clore une période de catastrophes et de menaces contre Rome. Auguste étendit cette signification, pour marquer aussi l’ouverture d’un nouveau siècle de prospérité, et enrichit le cérémonial, qui fut repris par Domitien et Septime Sévère. Enfin s’intercalèrent d’autres jeux, commémorant les siècles anniversaires de la fondation de Rome, inaugurés par Claude, et repris par Antonin le Pieux et Philippe l'Arabe. Les célébrations de type augustéen furent délaissées au IVe siècle.

## Mythe d’origine
Zosime, historien du Ve siècle, rapporte une légende explicative des rites accomplis pour la première fois : un Sabin nommé Valesius déplorait la maladie de ses trois enfants. Une voix lui enjoignit d’aller à Terentum et de leur faire boire l’eau du Tibre, chauffée au-dessus du feu de l’autel de Dis Pater et de Proserpine. Valesius descendit le Tibre en barque avec ses enfants, et, parvenu en un lieu du Champ de Mars nommé Terentum (ou Tarentum), donna aux malades de l’eau du Tibre. Ceux-ci s’endormirent et guérirent. Suivant les instructions de visions que ses enfants avaient eues durant leur sommeil, Valesuis sacrifia des victimes noires trois nuits de suite au-dessus d’un autel enterré dédié à Dis Pater et à Proserpine. Ces rituels auraient été de nouveau effectués par Publius Valerius Publicola, en remède contre une épidémie qui frappait Rome.

## Chronologie des célébrations
Malgré leur qualification, les célébrations faites dans le cadre des jeux séculaires sont irrégulières, comme en témoigne le récapitulatif des huit premiers jeux de ce type établi par Censorinus en 238. Censorinus constate l'absence de tradition pour la période royale, l'imprécision relative des sources avant les jeux d'Auguste, et l'irrégularité des intervalles entre deux jeux. D'après Varron, cité par Censorinus, après l'observation de plusieurs prodiges à Rome, les livres sibyllins prescrivirent l'offrande de victimes noires à Dis Pater et à Proserpine, à faire au champ de Mars en un lieu dit Tarentum, et à répéter tous les cent ans. Ce cycle de cent ans est d'origine étrusque et est donc lié à des cérémonies d'expiations. Auguste a introduit une seconde chronologie suivant un cycle de cent dix ans, d'origine orientale, célébrant son règne comme un nouvel Âge d’or. Il fit graver dans le calendrier officiel exposé au forum des dates de jeux séculaires selon ce cycle, en partant de 456 av. J.-C., créant une chronologie rétroactive et fictive.

### Jeux durant la République
- Premiers jeux selon le décompte de Censorinus : instaurés par le consul Valérius Publicola vers 508 av. J.-C., selon Zosime et Valère Maxime, ou sous le consulat de M. Valerius et de S. P. Verginius en 455 av. J.-C.[3]. Ces dates très anciennes sont généralement considérées comme douteuses par les historiens modernes[5].
- Seconds jeux, en 348 av. J.-C., cités par les historiens antiques Valerius Antias, Varron, Verrius Flaccus, Tite-Live et Zosime[6]. André Piganiol les considère comme les premiers jeux effectivement tenus, étant donné les tensions entre Rome et les Latins à cette date, et la propagation d’une épidémie qui, selon Tite-Live, motive la consultation des Livres Sibyllins, suivie de cérémonies de lectisternes. Piganiol retient comme argument déterminant un passage dans la prière de dédicace des victimes, uti semper [Lat]inus optemper[assit] (« que toujours le Latin obéisse »), formulation reprise lors des jeux suivants, mais qui se justifie à cette époque où la soumission des tribus latines est fragile et incomplète[7].
- Troisièmes jeux : Censorinus les date du consulat de P. Claudius Pulcher et de C. Junius Pullus (249 av. J.-C.), ou bien, en se fondant sur les livres des quindécemvirs, du consulat de P. Cornelius Lentulus et de C. Licinius Varus (236 av. J.-C.)[3]. Theodor Mommsen, puis Jean Gagé et Jean Bayet estiment que les premiers jeux historiquement certains sont ceux de 249 av. J.-C.[5].
- Quatrièmes jeux : Censorinus note des sources divergentes pour leur datation : selon Tite-Live, le consulat de Manius Manilius et Lucius Marcius Censorinus soit en 149 av. J.-C., cent ans après ceux de 249 av. J.-C., avec des célébrations des jeux de Dis Pater à l’emplacement du Tarentum[8], ou trois ans plus tard, sous le consulat de Cn. Cornelius Lentulus et Lucius Mummius Achaicus (146 av. J.-C.), ou encore, d'après les commentaires des décemviri, sous le consulat  de M. Emilius Lepidus et de L. Aurelius Orestès (126 av. J.-C.)[3].

### Jeux d'Auguste (17 av. J.-C.)
Ces jeux font partie de la liste de Censorinus. Ils sont rétablis par Auguste, la guerre civile ayant empêché toute célébration en 49 av. J.-C.. Ils virent l’exaltation du nouveau siècle d’or (saeculum aureum), annoncé selon Zosime par les Livres sibyllins, et inauguré par Auguste. Le troisième et dernier jour fut marqué par une procession à Apollon et Diane, accompagnée d’un chant composé par Horace, le Carmen saeculare.

### Jeux de Claude (47 ap. J.-C.)
Ils sont organisés par Claude, 64 ans après ceux d'Auguste. Selon Suétone, Claude déclara qu'Auguste les avait célébrés trop tôt. Claude, disciple de l'historien Tite-Live, lecteur de Varron et féru d'étruscologie, inaugure ainsi une nouvelle série de jeux séculaires, selon une spéculation étrusque sur la durée d'existence impartie aux cités. Ces jeux marquaient ainsi le 800e anniversaire de Rome, calculé à partir de la datation de sa fondation en 753 av. J.-C., établie par Varron.
Des fragments épigraphiques des Acta des jeux de Claude ont été retrouvés au voisinage des Acta des jeux d'Auguste et de Septime Sévère, ce qui démontre que les Romains les ont bien considérés comme conformes aux autres jeux séculaires.

### Jeux de Domitien (88)
L'année 88 voit les jeux célébrés par Domitien,. Suétone et Zosime affirment qu'ils se basent sur la date de ceux d’Auguste, ce qui pose un problème puisque l'intervalle ne correspond ni au cycle étrusque de cent ans, ni à celui d'Auguste de cent dix ans. Tacite, qui est quindecemvir lors de ces jeux, ne formule néanmoins aucune remarque dans ses Annales sur ce choix. Jean Gagé considère que le cycle défini par Auguste est respecté avec quelques libertés, tandis que Pierre Brind'Amour voit dans l'écart de 105 ans la moyenne entre les deux périodes. Selon cette interprétation, en opérant ce rapprochement, Domitien clôturait selon l'usage étrusque un siècle de catastrophes, terminé par les guerres civiles, un incendie à Rome, l'Éruption du Vésuve en 79 et une épidémie, tandis qu'il inaugurait comme Auguste un nouveau siècle de prospérité. Marie Susplugas voit aussi dans la fixation à cette année la décision de Domitien de faire coïncider la célébration des jeux séculaires avec une série d'anniversaires personnels. Sachant que les Romains fêtaient les anniversaires décennaux au début de la dixième année, donc après neuf ans écoulés, et de même les vingtièmes anniversaires après dix-neuf ans écoulés, l'année 88 commémorait simultanément le vingtième anniversaire de la proclamation de son père Vespasien en juillet 69, le dixième de sa mort et de sa divinisation en juin 79, et le vingtième anniversaire du sauvetage miraculeux de Domitien au Capitole, durant les affrontements à Rome en décembre 69.
Les monnaies émises pour le 14e consulat de Domitien portent au revers les mentions commémoratives « LVD(i) SAEC(ulares) FECIT » avec des motifs tels que cippes commémoratifs, héraut annonçant l'ouverture des jeux, jeunes filles portant des palmes, scènes d'offrandes,. Domitien est mis en scène sur les revers, accomplissant le sacrifice ou participant au rite, présidant les cérémonies comme l'avaient fait Auguste et Agrippa.

Monnaies commémoratives de Domitien
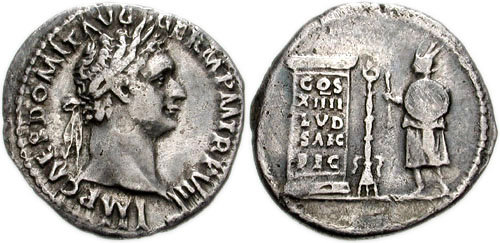
Denier célébrant le quatorzième consulat de Domitien et héraut.
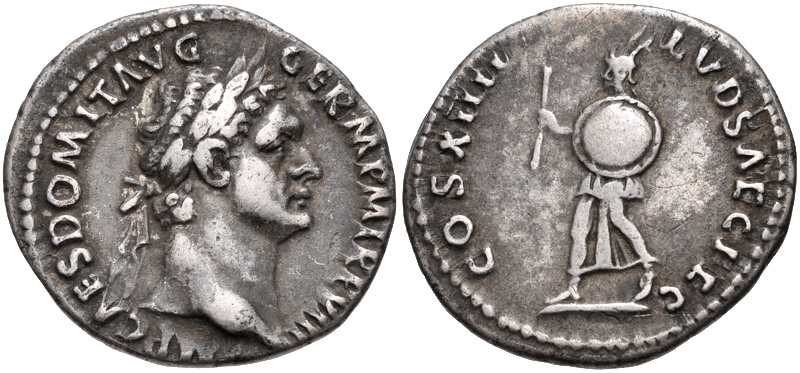
Denier, dnseur ludion[25].
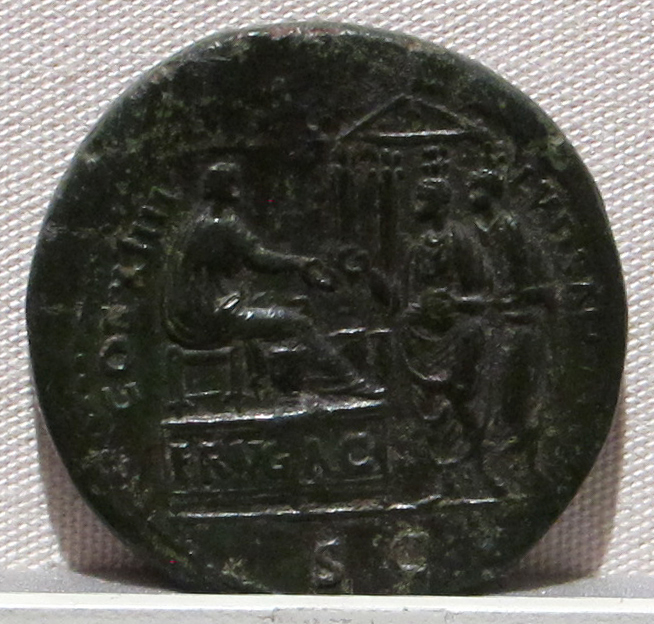
Domitien reçoit les prémices de la moisson, offerts par le peuple.
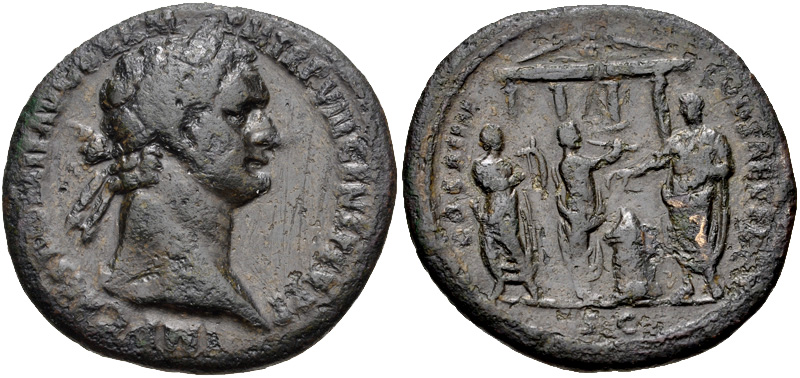
As, Domitien verse de l'encens sur un autel, entouré de musiciens.

### Jeux d'Antonin le Pieux (147)
En 147 ou 148, Antonin le Pieux fête le 900e anniversaire de la fondation de Rome. Les textes antiques qui nous sont parvenus n'en font pas mention, l'Histoire Auguste cite seulement des spectacles sans préciser à quelle occasion, avec l'exhibition de nombreux animaux exotiques : éléphants, tigres, rhinocéros, crocodiles, et même cent lions en une fois. Seules ses émissions monétaires commémorent ces jeux.

### Jeux de Septime Sévère (204)

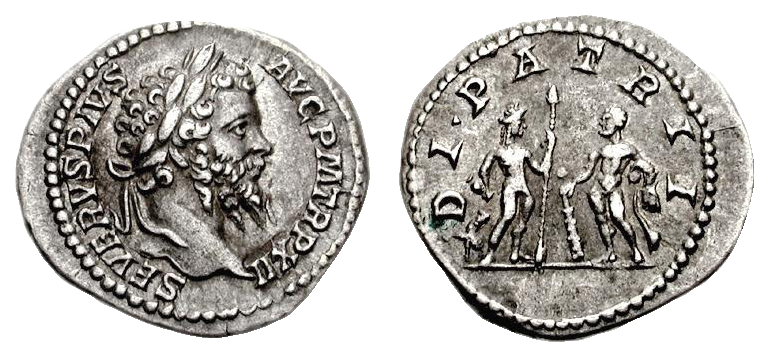
Denier de Septime Sévère émis en 204. Revers DI PATRII (= à Dis Pater), Bacchus et Hercule debout.

Organisés en 204 par Septime Sévère, ils se déroulent 220 ans après la célébration de l’Âge d’or d’Auguste, selon un délai de deux saecula de 110 ans chacun. Le déroulement de ces jeux a été transcrit dans une grande inscription dont les fragments ont été découverts à Rome en 1890 et étudiés par Theodor Mommsen, puis complétés en 1930 par plus d'une centaine de nouveaux fragments, l'ensemble étant publié par Pietro Romanelli. Le texte est incomplet, mais donne de nombreux détails sur les cérémonies à partir du second jour : il nomme les cent dix matrones, dont l'impératrice Julia Domna, qui offrent un sacrifice à Junon, puis des sellisternes aux autres dieux. Les quindecemviri sont tirés au sort pour présider les jeux. À partir du 4 juin, trois jours de spectacles sont donnés au théâtre de Pompée, à l'odéon de Domitien et dans un troisième théâtre provisoire de bois. Suivent des venationes exhibant sept cents animaux exotiques. La troisième nuit, Septime Sévère, le préfet du prétoire et les quindecemvirs descendent du Palatin pour offrir un sacrifice à la Terre mère sur un autel en bois, pour le salut du peuple romain. Le troisième jour, après un sacrifice à Apollon et un second à Diane, un chœur de garçons et de fillettes chante le chant séculaire traditionnel, dont le texte est illisible. En cortège, ils montent au Temple de Jupiter capitolin, et répètent leur chant. Les vainqueurs des jeux reçoivent leur prix, tandis que les enfants entonnent une troisième fois le chant séculaire, et les matrones offrent de nouveaux sellisternes. Enfin, des courses de biges et de quadriges se déroulent au Circus Maximus.
Septime Sévère ajoute aux dieux honorés selon les rites établis par Auguste deux autres dieux, Bacchus et Hercule, patrons de sa ville natale Leptis Magna, qu'il fait figurer sur les revers monétaires commémoratifs des jeux avec les légendes LVD SAEC FEC ou DI PATRII.

### Millénaire de Rome (247)
Le 21 avril 247, Rome entame, selon la tradition romaine, sa millième année d'existence. En avril 248, Philippe l'Arabe célèbre par des fêtes grandioses les dixièmes jeux séculaires, c'est-à-dire le millénaire de Rome. Les célébrations dans le Circus Maximus et au Champ de Mars sont mentionnées par Eutrope, Aurelius Victor, le Chronographe de 354, la Chronique de Jérôme de Stridon. La date correspond au cycle de 100 ans, mais les célébrations reprennent avec des représentations théâtrales au Champ de Mars durant trois jours et trois nuits des rituels liés aux jeux purificateurs et propriatoires calés sur le cycle de 110 ans. 
Les frappes monétaires qui accompagnèrent ces jeux ont comme revers les animaux présentés aux jeux : lion, éléphant, cerf, ainsi que la louve et les jumeaux Romulus et Remus. L'empereur Philippe a émis diverses monnaies commémoratives dont ces Antoniniens :

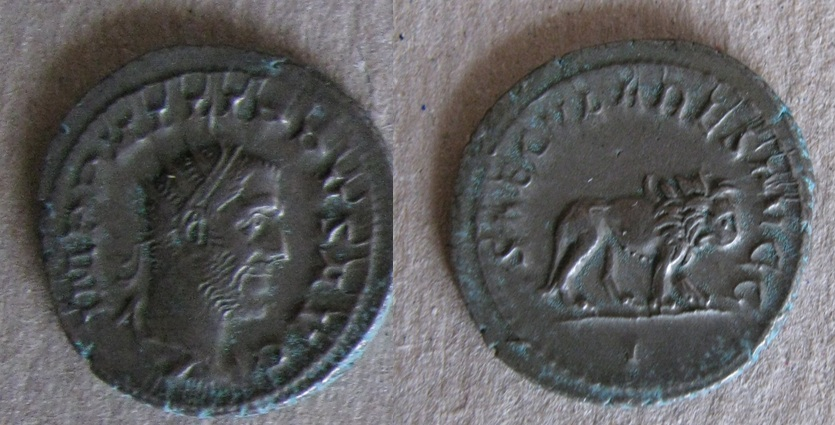
Revers SAECVLARES AVGG Lion destiné aux jeux - C173.
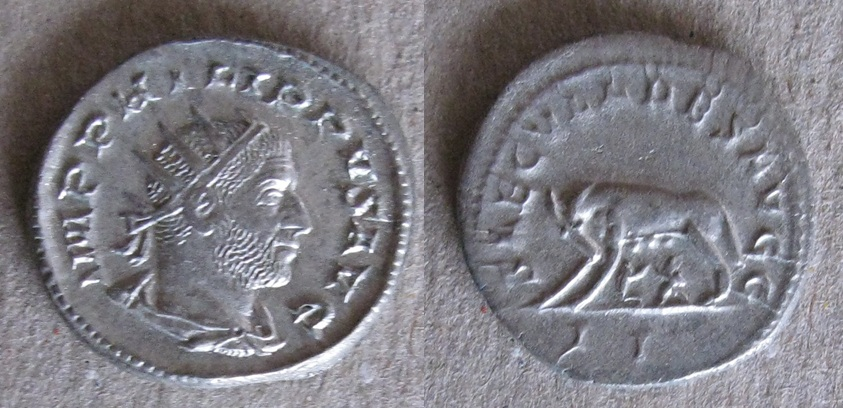
Revers SAECVLARES AVGG Louve allaitant Romulus et Rémus - C178.
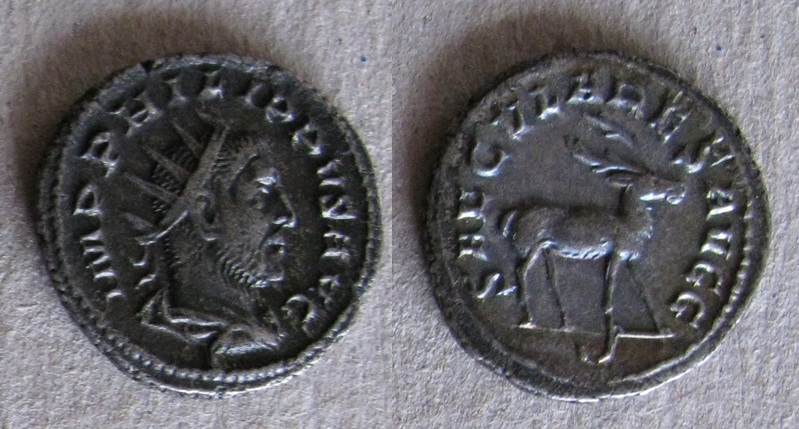
Revers SAECVLARES AVGG Antilope destinée aux jeux - C188.
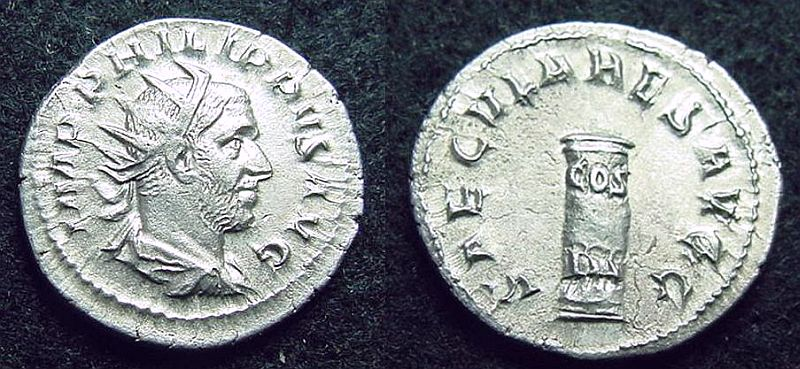
Revers SAECVLARES AVGG Cippe commémorant le 3e consulat de Philippe - C193.
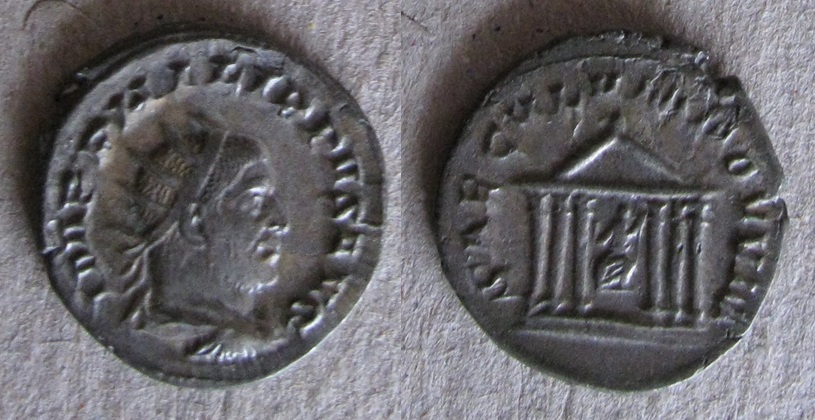
Revers SAECVLVM NOVVM Temple de Vénus et de Rome - C198.
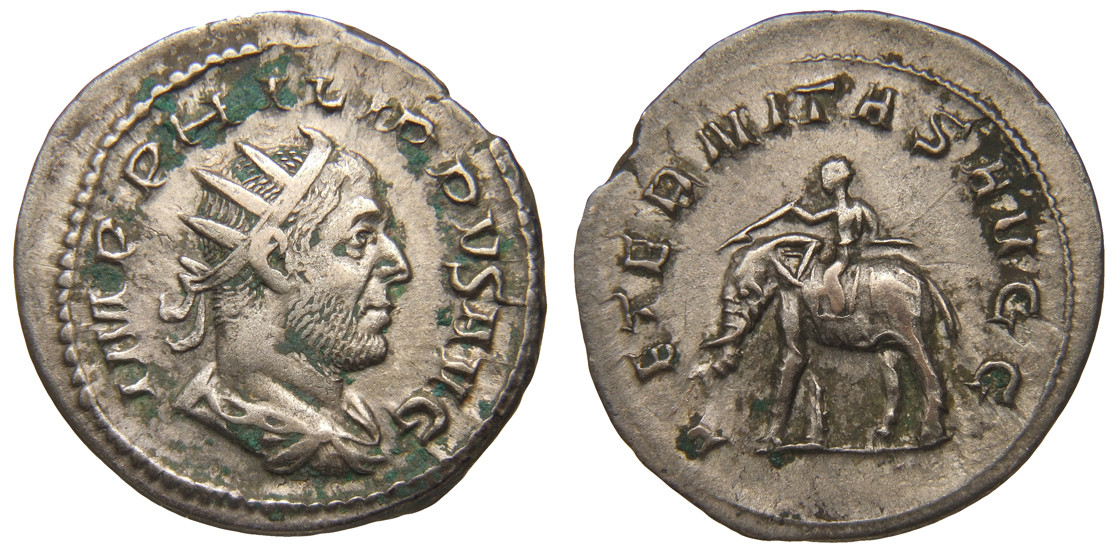
Revers AETERNITAS AVGG, éléphant symbole de longévité.

### Derniers jeux séculaires
- En avril 294, à Lugdunum, Constance Chlore et Maximien Hercule célébrent par des jeux le Natalis Urbis Romae. Des émissions monétaires locales reprennent des motifs des émissions du millénaire de Rome sous Philippe l'Arabe  : revers à l'éléphant et son cornac, pilier avec la légende SAECULARES AVGG[41],[42].

Monnaies frappées pour les jeux de 294 à Lugdunum
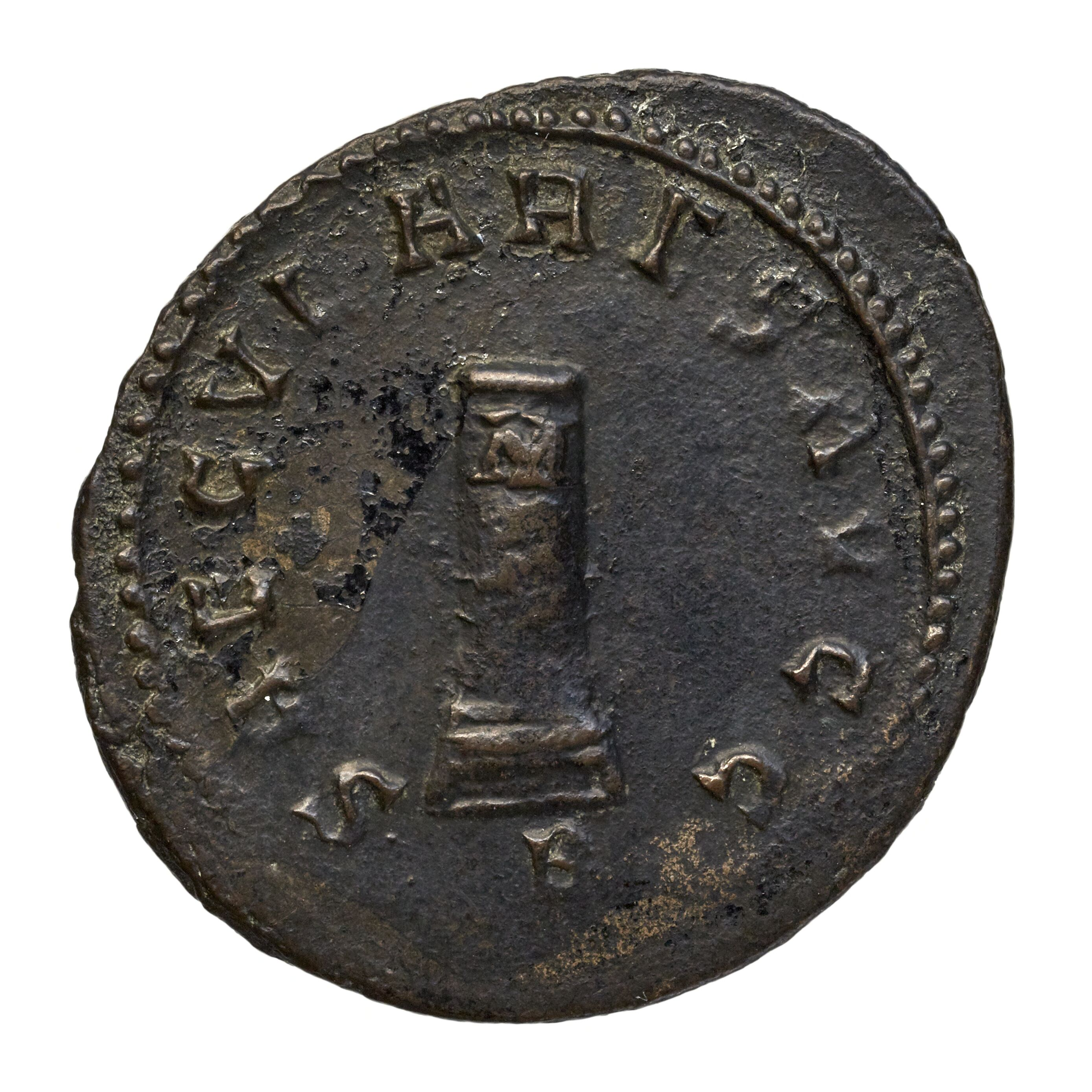
Constance, pilier célébrant son consulat, légende SAECVLARES AVGG.
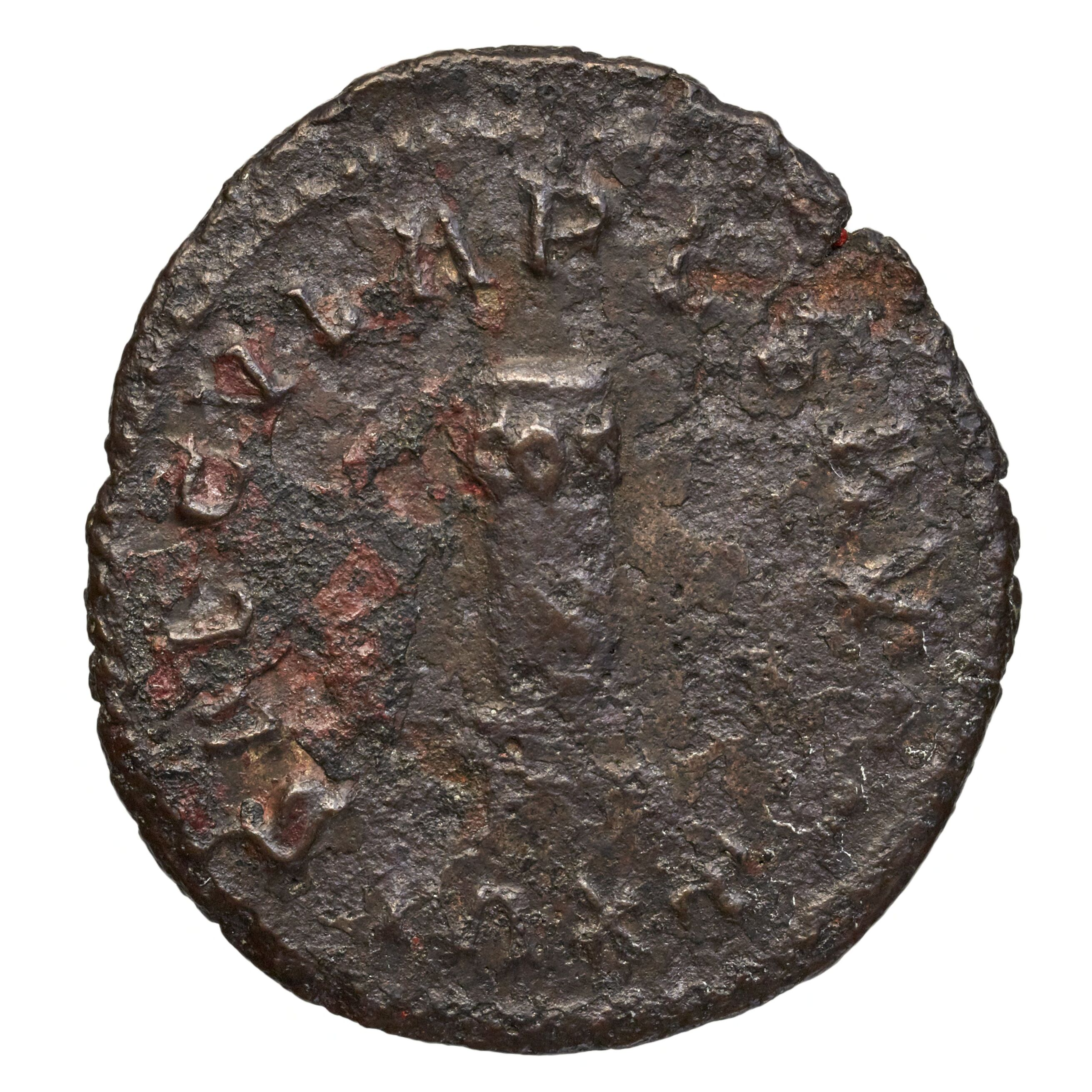
Maximien, pilier célébrant son consulat, légende SAECVLARES AVGG.
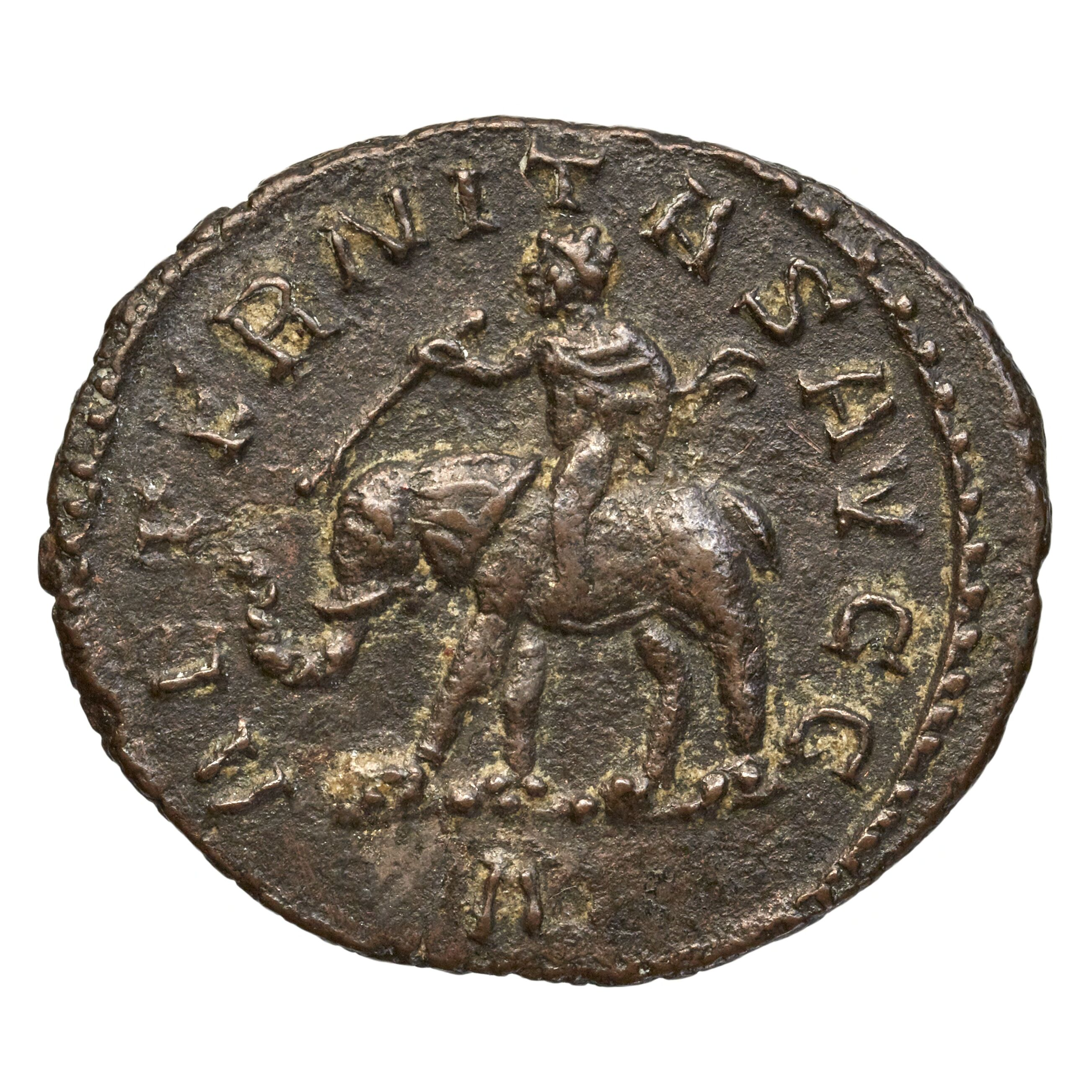
Maximien, éléphant et cornac, légende AETERNITAS AVGG.

- 304 et 314 : L’historien Zosime constate qu'aucune festivité séculaire n'est célébrée par Dioclétien en 304, ni par Constantin Ier en 314, quoique l'intervalle de 110 ans soit écoulé depuis les jeux de Septime Sévère. Il voit dans cet abandon de la tradition la cause du déclin de Rome[43],[44].
- 348, 1100e anniversaire de Rome. Aurelius Victor, qui vivait à cette époque, déplore l'absence de célébration des cérémonies d'usage, signe de la diminution de l'intérêt porté à la ville de Rome[36],[26],[N 1].
- 404, 200 ans après ceux de Septime Sévère : le poète Claudien qui vit à cette époque évoque pour cette année la célébration des jeux séculaires, que nul n'a vu deux fois[45]. On ignore toutefois s’ils ont été effectivement célébrés, le début de l’année 404 ayant déjà été marqué par le triomphe d’Honorius et de Stilicon.

## Rituels

### Organisation
Le détail des rituels est connu par les comptes rendus des jeux d’Auguste et de ceux de Septime Sévère,, consignés sur des tables de marbre en partie retrouvées à Rome, près de l’église des Tarentins. Les jeux de Domitien n’ont pas laissé de traces épigraphiques connues, mais les revers des monnaies émises à cette occasion illustrent certaines parties du cérémonial. Enfin, le texte de Zosime donne des indications sur les cérémonies nocturnes. Tirant argument de la stabilité observée sur trois siècles des rituels des frères Arvales, John Scheid estime que la description des jeux de Septime Sévère doit être à peu près la même que celle des jeux d’Auguste.
L’organisation des jeux séculaires est confiée à un collège de quinze membres, les quindecemviri sacris faciundis, présidé par l’empereur et ses proches : Auguste et Agrippa, Septime Sévère et ses fils. Domitien présida probablement seul. Le Sénat ratifie l’opportunité de célébrer les jeux séculaires, leur date et le budget alloué. La date est ensuite annoncée au peuple de Rome par voix d’affiche et par les crieurs publics. Cent dix matrones, choisies parmi les familles nobles de la cité, sont convoquées pour participer aux cérémonies. En préliminaire, les quindecemvirs distribuent aux citoyens des purgamenta, à savoir des torches, du soufre et du goudron, pour qu’ils effectuent les purifications rituelles. En retour, les citoyens apportent des fruges, offrandes de blé, d’orge et de fèves, destinées à rémunérer les prêtres qui assisteront les decemviris.
| Date            | Moment | Lieu     | Divinité            | Offrandes |
| --------------- | ------ | -------- | ------------------- | --- |
| 31 mai à minuit | Nuit   | Terentum | Les trois Moires    | Holocauste de 9 agnelles et de 9 chèvres noires                                                                      |
| 1er juin        | Jour   | Capitole | Jupiter             | Sacrifice de deux taureaux                                                                                           |
| 1er juin        | Nuit   | Terentum | Les trois Ilithyies | 27 offrandes non sanglantes : 3 liba (gâteaux), 3 popana (galettes) et 3 phtoes (pâtisseries) pour chacune           |
| 2 juin          | Jour   | Capitole | Junon               | Sacrifice de deux vaches Supplicatio des matrones adressée à Junon                                                   |
| 2 juin          | Nuit   | Terentum | Terra Mater         | Holocauste d'une truie gravide                                                                                       |
| 3 juin          | Jour   | Palatin  | Apollon et Diane    | Offrandes de libum, popana et phtoes Chant de l'hymne séculaire par les chœurs d'enfants, 27 garçons et 27 fillettes |

Les sacrifices nocturnes et diurnes sont offerts selon le rituel grec achéen (Graeco achivo ritu), toutefois la seule caractéristique grecque indiquée dans les comptes rendus épigraphiques consiste pour les prêtres à officier tête nue ou couronnée de laurier, à la différence du mode romain capite velato, dans lequel l’officiant se couvre la tête d’un pan de sa toge,. Cette référence grecque a longtemps été interprétée à la suite des travaux de Jean Gagé comme une influence culturelle des cités grecques. John Scheid ne l'analyse plus comme une hellénisation des Romains, mais comme une attitude artificielle des autorités romaines, affirmant leur appartenance ancienne à la culture grecque.

### Rituels nocturnes
Les cérémonies nocturnes se déroulent entre minuit et l'aube, en un lieu nommé Terentum (ou Tarentum, par contamination avec le nom de la ville), situé sur le Champ de Mars, à hauteur de l'actuel Pont Vittorio Emanuele II. Les offrandes, animales et céréales, sont présentées sur trois autels portatifs en bois, car le Terentum était un lieu dédié aux divinités du monde inférieur, Dis Pater et Proserpine, et les divinités destinatrices, Moires, Ilithyies et Terra Mater ne sont donc pas maîtresses de ce sanctuaire. De surcroît, ces offrandes sont entièrement brûlées, sans partage avec les officiants lors d'un banquet rituel, selon l'usage des holocaustes destinés aux dieux du monde inférieur. Les sacrifices sont suivis avant l'aube par des jeux scéniques, également sans proximité entre le monde humain et le monde souterrain : les représentations se tiennent sur une scène dépourvue d'hémicycle et de sièges pour l'assistance, et les spectateurs restent debout.
Trois nuits de suite et avant chaque aube et après la tenue des jeux nocturnes, les cent dix matrones offrent au Capitole des sellisternes en l'honneur de Junon reine, qui se prolongent sur la journée. Ces banquets symboliques au cours desquels les statues divines sont sorties des temples et placées devant des tables chargées d'offrandes durent tout le jour.

### Rituels diurnes
Les sacrifices diurnes sont en correspondance avec les sacrifices nocturnes, échelonnés sur trois jours, avec des sacrifices similaires, à l’exception des holocaustes. Le sacrifice décrit avec le plus de détails par les comptes rendus épigraphiques est l’offrande de bœufs à Jupiter, qui se déroule selon l’enchaînement suivant :
- immolation de la première victime, qui consiste à projeter sur sa tête une poignée de farine sacrée, la molla, verser du vin entre ses cornes et passer le couteau sur son échine, de la tête à la queue. Ces gestes consacrent la victime à la divinité
- récitation par les décemvirs de la prière d’immolation, adressée à Jupiter Très bon Très grand pour le salut de la République (c'est-à-dire l'État romain)
- immolation de la seconde victime
- récitation d’une seconde prière d’immolation
- découpe d’un poil sur le front de la victime
- offrande des couronnes portées par les officiants
- récitation de la prière d’offrande de ces couronnes
- purification de l’autel par aspersion (le texte n’indique pas le liquide utilisé)
- purification des assistants
- offrande des viscères des victimes
- récitation de la prière d’offrande

Ces sacrifices sont réalisés dans des autels provisoires en bois, comme les sacrifices nocturnes, pour une raison que les historiens ne comprennent pas, à moins de supposer une répétition erronée dans les comptes rendus.
Le troisième jour, le groupe des cent dix matrones immole de jeunes truies, peut-être avec l'assistance des Vestales qui jouent le rôle des prêtres officiels pour diriger le rituel. Elles consomment ensuite les victimes dans un banquet sacrificiel. Enfin, elles dansent et écoutent la récitation du chant séculaire par les chœurs d'enfants.